# Красиве (Архангельська область)
Красиве (рос. Красивое) — селище в Коноському районі Архангельської області Російської Федерації.
Населення становить 183 особи. Входить до складу муніципального утворення Тавреньгське сільське поселення.

## Історія
Від 2004 року входить до складу муніципального утворення Тавреньгське сільське поселення.

## Населення
| 2002 | 2010 | 2012 |
| ---- | ---- | ---- |
| 275  | ↘185 | ↘183 |